# Полома (Макар'євський район)
Полома (рос. Полома) — присілок в Макар'євському районі Костромської області Російської Федерації.
Населення становить 12 осіб. Входить до складу муніципального утворення Усть-Нейське сільське поселення.

## Історія
У 1936-1944 року населений пункт перебував у складі Івановської області. Від 1944 належить до Костромської області.
Від 2007 року входить до складу муніципального утворення Усть-Нейське сільське поселення.

## Населення
| 2008 | 2010 | 2014 |
| ---- | ---- | ---- |
| 12   | ↘8   | ↗12  |